# Dysznie-Wiedieno
Dysznie-Wiedieno (ros. Дышне-Ведено) – wieś w Rosji, w Czeczenii, w rejonie wiedieńskim. W 2021 liczyła 7411 mieszkańców.